# Родригес Сапатеро, Хосе Луис
Хосе́ Луи́с Родри́гес Сапате́ро (исп. José Luis Rodríguez Zapatero; род. 4 августа 1960, Вальядолид) — премьер-министр Испании с 17 апреля 2004 по 21 декабря 2011 года. Генеральный секретарь правящей ИСРП. Оставил пост 21 декабря 2011 года после поражения партии на выборах.

## Биография
Родригес — фамилия по отцу, Сапатеро — фамилия по матери; обычно человек известен под своей отцовской фамилией, но поскольку фамилия Родригес — одна из самых распространённых в Испании и испаноязычном мире, а фамилия Сапатеро (буквально «сапожник») встречается несколько реже, премьер-министр Испании более известен под своей материнской фамилией.
Учился в Университете в городе Леон на юридическом факультете. Затем занимался преподавательской деятельностью.
В 1979 году вступил Испанскую социалистическую рабочую партию (ИСРП). В 1988—2000 годах руководил отделением ИСРП в Леоне. В 2000 году на тридцать пятом съезде ИСРП Сапатеро был избран её генеральным секретарем. Сапатеро — депутат парламента Испании с 1986 года.
В марте 2004 года Испанская социалистическая рабочая партия победила на парламентских выборах. За неё проголосовало 42,6 % избирателей (10,9 млн испанцев). Одержав победу, Хосе Луис Родригес Сапатеро начал претворять в жизнь новый курс.
Правительство Сапатеро за время своего пребывания у власти в числе прочих акций вывело испанские войска из Ирака, объявило амнистию для нелегальных иммигрантов, легализовало однополые браки и учредило специальный суд для рассмотрения дел, связанных с насилием против женщин.
В результате состоявшихся 9 марта 2008 года парламентских выборов, ИСРП снова одержала победу, получив более 43 % всех голосов избирателей, что позволило Родригесу Сапатеро остаться на второй срок на посту председателя правительства Испании. Основная оппозиционная партия — Народная партия — получила около 40 процентов голосов. В новом кабинете министров испанского правительства впервые в истории страны численно доминируют женщины, в том числе и министр обороны Карме Чакон, которая стала матерью в самом начале срока своих полномочий.
2 апреля 2011 года Сапатеро отказался участвовать в парламентских выборах 2012 года.
26 сентября 2011 года заявил о роспуске парламента Испании и назначения досрочных выборов в парламент страны. Это было связно с крайней непопулярностью правительства социалистов у граждан страны. После поражения социалистов на выборах в октябре 2011 года правительство Испании возглавил Мариано Рахой. В феврале 2012 года в должности генерального секретаря партии Родригеса Сапатеро сменил Альфредо Перес Рубалькаба.
Одним из важнейших направлений внешней политики Сапатеро стала Латинская Америка. Несмотря на некоторые инциденты с лидерами Кубы и Венесуэлы, отношения активно развивались в экономической и культурной сферах. Была проделана большая работа в иммиграционной политике. Испания вновь показала себя важнейшим связующим звеном между Латинской Америкой и Европой как в экономической, так и в политической сферах. Важнейшим направлением развития для Сапатеро стали иберо-американские саммиты, которые претерпели некоторые изменения для дальнейшего улучшения результатов их деятельности.

## Награды
| Страна     | Дата                             | Награда                                                             | Награда                                                             | Литеры |
| ---------- | -------------------------------- | ------------------------------------------------------------------- | ------------------------------------------------------------------- | ------ |
| Испания    | 17 апреля 2004 — 21 декабря 2011 | Великий канцлер ордена Карлоса III                                  | Великий канцлер ордена Карлоса III                                  |        |
| Латвия     | 16 октября 2004                  | Великий офицер ордена Трёх звёзд                                    | Великий офицер ордена Трёх звёзд                                    |        |
| Литва      | 1 июня 2005                      | Кавалер Большого креста ордена Великого князя Литовского Гядиминаса | Кавалер Большого креста ордена Великого князя Литовского Гядиминаса |        |
| Португалия | 25 сентября 2006                 | Кавалер Большого креста ордена Христа                               | Кавалер Большого креста ордена Христа                               | GCC    |
| Эстония    | 5 июля 2007                      | Орден Креста земли Марии 1 степени                                  | Орден Креста земли Марии 1 степени                                  |        |
| Испания    | 30 декабря 2011                  | Кавалер цепи ордена Изабеллы Католической                           | Кавалер цепи ордена Изабеллы Католической                           |        |
| Марокко    | 2 сентября 2016                  | Большая лента ордена Алауитского трона                              | Большая лента ордена Алауитского трона                              |        |
| Венгрия    | —                                | Кавалер Большого креста ордена Заслуг гражданского дивизиона        | Кавалер Большого креста ордена Заслуг гражданского дивизиона        |        |

## Личная жизнь
Женат, имеет двух несовершеннолетних дочерей по имени Альба и Лаура, фотографии которых были опубликованы в некоторых консервативных испанских газетах, несмотря на стремление Сапатеро оградить своих дочерей от внимания жёлтой прессы.